# Trstenik (Marija Gorica)
Trstenik is een plaats in de gemeente Marija Gorica in de Kroatische provincie Zagreb. De plaats telt 311 inwoners (2001).